# Pallavolo ai V Giochi centramericani e caraibici
La pallavolo ai V Giochi centramericani e caraibici si è disputata durante la V edizione dei Giochi centramericani e caraibici, che si è svolta a Barranquilla, in Colombia, nel 1946.

## Podi
| Evento                         | Oro             | Argento    | Bronzo  |
| Pallavolo maschile (dettagli)  | Cuba            | Porto Rico | Messico |
| Pallavolo femminile (dettagli) | Rep. Dominicana | Porto Rico | Messico |